# Australian Open 2013 - Quad doppio
I detentori del torneo sono Andrew Lapthorne e Peter Norfolk, ma Norfolk non ha preso parte alla competizione così Lapthorne partecipa con Anders Hard. I vincitori sono David Wagner e Nicholas Taylor che hanno battuto per 6-2, 6-3 Andrew Lapthorne e Anders Hard.

## Tabellone

### Legenda
| - Q = Qualificato - WC = Wild card - LL = Lucky loser | - ALT = Alternate - SE = Special Exempt - PR = Protected Ranking | - w/o = Walkover - r = Ritirato - d = Squalificato |

### Finale
|  | Finale |                              |                              |   |   |  |
|  |        |                              |                              |   |   |  |
|  | 1      | David Wagner Nicholas Taylor | David Wagner Nicholas Taylor | 6 | 6 |  |
|  | 2      | Andrew Lapthorne Anders Hard | Andrew Lapthorne Anders Hard | 2 | 3 |  |